# Le Bac tragique
Pour plus de détails, voir Fiche technique et Distribution.

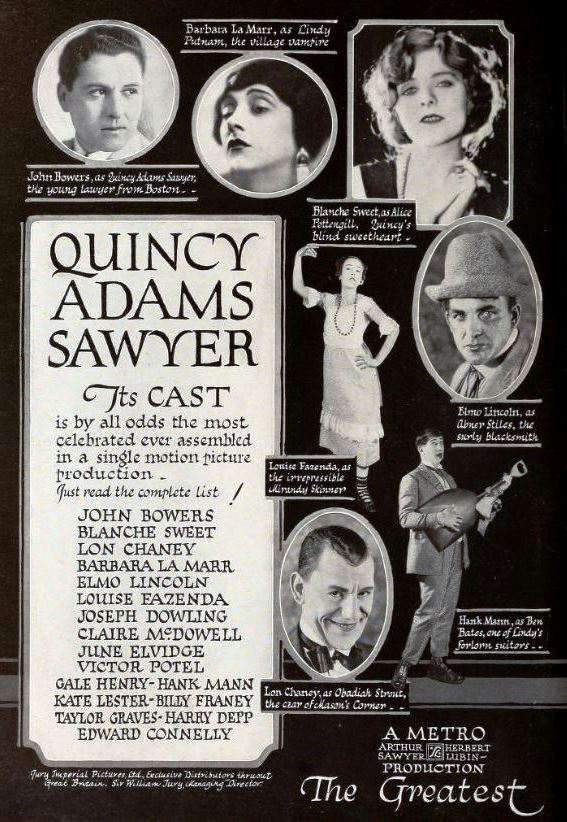
Annonce du film dans le magazine Exhibitors Trade Review.

Le Bac tragique (titre original : Quincy Adams Sawyer) est un film américain réalisé par Clarence G. Badger, sorti en 1922.

## Synopsis
Quincy Adams Sawyer est un beau et jeune avocat qui rencontre un jour une fille dans un parc. Il est immédiatement épris d'elle, mais avant de pouvoir lui faire la cour, il est convoqué au village de Mason's Corner par l'ami de son père Deacon Pettengill pour enquêter sur un avocat crapuleux nommé Obadiah Strout. Ils pensent que Mme Putnam, une vieille femme riche, est escroquée par Strout. La fille de Putnam, Lindy, une vamp, tente de séduire Sawyer. Il s'intéresse à elle jusqu'à ce qu'il découvre qui était la fille qu'il a rencontrée dans le parc : la nièce de Pettengill, Alice, devenue aveugle depuis leur dernière rencontre,.

## Fiche technique
- Titre original : Quincy Adams Sawyer
- Réalisateur : Clarence G. Badger
- Scénario : Bernard McConville d'après le roman Quincy Adams Sawyer and Mason's Corner Folks de Charles Felton Pidgin (en).
- Producteurs : Arthur H. Sawyer, Herbert Lubin
- Photographie : Rudolph J. Bergquist
- Production : Sawyer-Lubin Productions
- Distributeur : Metro Pictures
- Durée : 80 minutes (8 bobines)[3]
- Date de sortie : 4 décembre 1922

## Distribution
- John Bowers : Quincy Adams Sawyer
- Blanche Sweet : Alice Pettengill
- Lon Chaney : Obadiah Strout
- Barbara La Marr : Lindy Putnam
- Elmo Lincoln : Abner Stiles
- Louise Fazenda : Mandy Skinner
- Joseph J. Dowling : Nathaniel Sawyer
- Claire McDowell : Mrs. Putnam
- Edward Connelly : Deacon Pettengill
- Victor Potel : Hiram Maxwell
- June Elvidge : Betsy Ann Ross
- Gale Henry : Samanthey
- Hank Mann : Ben Bates
- Kate Lester : Mrs. Sawyer
- Billy Franey : Bob Wood
- Taylor Graves : Cobb Twin
- Harry Depp : Cobb Twin
- Andrew Arbuckle